# التركيبة السكانية في إسرائيل
يتم رصد التركيبة السكانية في إسرائيل بواسطة دائرة الإحصاء المركزية الإسرائيلية، في سبتمبر 2016 بلغ عدد سكان إسرائيل 8٫585000 مليون نسمة 74.8٪ في المئة منهم من اليهود (حوالي 6419000 نسمة)، 20.8٪ من العرب (حوالي 1786000 نسمة)، في حين يتم تحديد ما تبقى من 4.4٪ (حوالي 380,000 نسمة) ب «آخرين» (يشمل ذلك أفراد أسر من المهاجرين اليهود الذين لم يتم تسجيلهم في وزارة الداخلية، , اليهود والمسيحيين من غير العرب والمسلمين من غير العرب والمقيمين الذين ليس لهم تصنيف عرقي أو ديني).
وبلغ معدل النمو السنوي للسكان إسرائيل 2.0٪ في عام 2015، وهو أكثر ثلاث مرات من متوسط دول منظمة التعاون والتنمية الذي يبلغ نحو 0.6٪. ، و بمتوسط الأطفال 3 لكل امرأة، تعتبر إسرائيل أعلى الدول معدل خصوبة في منظمة التعاون والتنمية 
على مدى العقد الماضي، انخفض النمو السكاني السنوي المسلمين في أسرائيل بشكل ملحوظ من حوالي 3٪ إلى أقل من 2.2٪ بحلول عام 2013، في حين ارتفع معدل النمو اليهودي الإجمالي من حوالي 1.4٪ إلى 1.7٪ 
| المجموعة        | التعداد   | نسبة التعداد | معدل النمو |
| يهود :          | 6,119,000 | 75.0%        | 1.7%       |
| يهود غير حريديم | 5,499 000 | 65.1%        | 1.2%       |
| يهود حريديم     | 750,000   | 9.9%         | 5.0%       |
| عرب             | 1,688,600 | 20.7%        | 2.1%       |
| أخرون           | 349,700   | 4.3%         | N/A        |
| المجموع         | 8,157,300 | 100%         | 1.9%       |

## الهجرة من دول الاتحاد السوفيتي
خلال سبعينات القرن العشرين هاجر 163 ألف شخص من أصول يهودية من دول الاتحاد السوفيتي الي أسرائيل
,في وقت لاحق قام ارييل شارون، بصفته وزير الإسكان والتعمير وعضو في اللجنة الوزارية لشؤون الهجرة والاستيعاب، ببناء مستعمرات على نطاق واسع لم يسبق لها مثيل لاستيعاب السكان الروس الجدد في إسرائيل ولتسهيل اندماجهم على نحو سلس وتشجيع المزيد الهجرة اليهودية الي إسرائيل باعتبارها وسيلة المستمرة لزيادة عدد السكان اليهود . بين عامي 1989 و 2006، هاجر حوالي 979,000 من الاتحاد السوفياتي السابق إلى إسرائيل.